# Grünkehlnymphe
Die Grünkehlnymphe (Lampornis viridipallens) ist eine Vogelart aus der Familie der Kolibris (Trochilidae). Die Art hat ein großes Verbreitungsgebiet, das die mittelamerikanischen Länder Mexiko, Guatemala, Honduras und El Salvador umfasst. Der Bestand wird von der IUCN als „nicht gefährdet“ (least concern) eingeschätzt.

## Merkmale

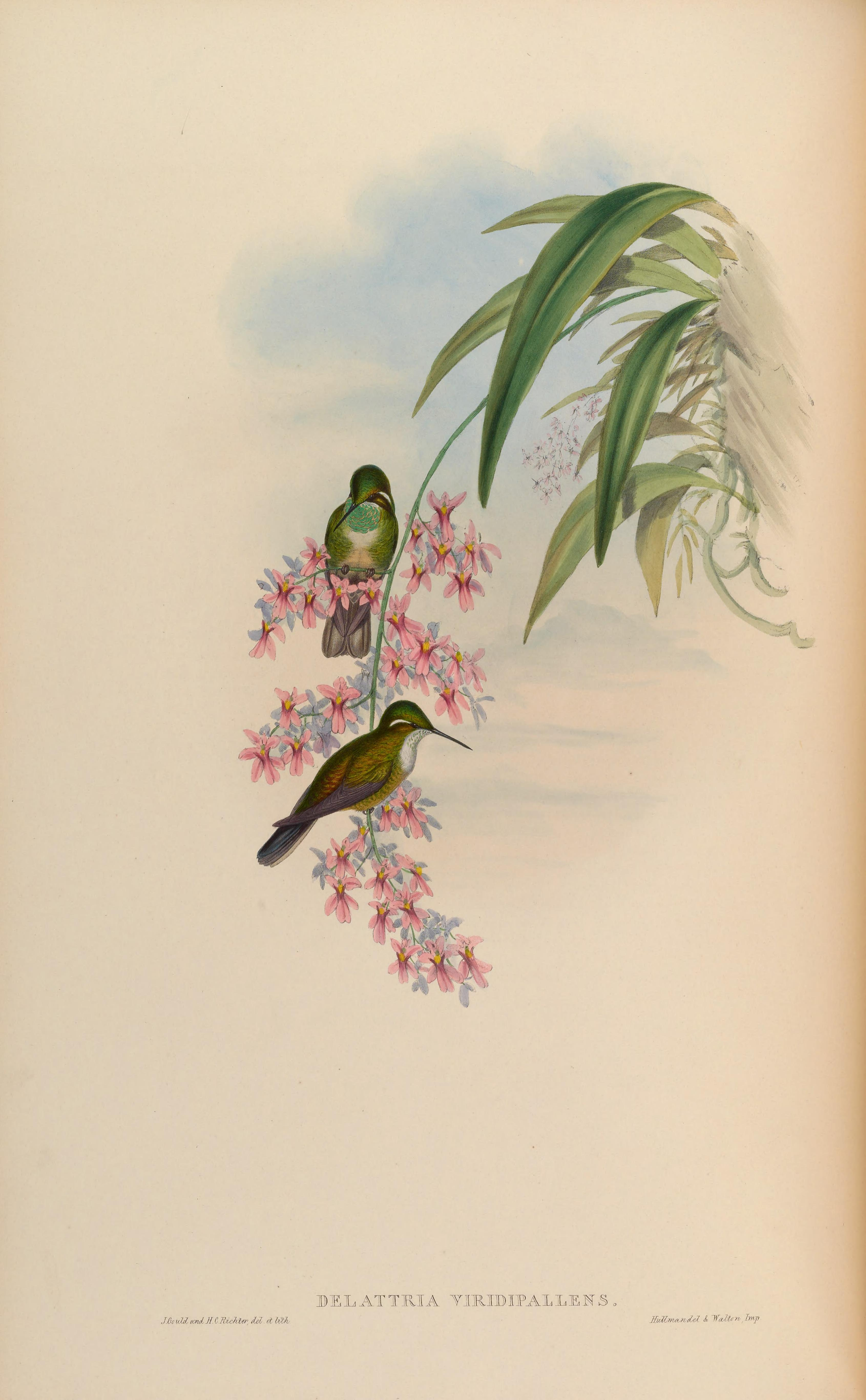
Grünkehlnymphe (Lithografie von Henry Constantine Richter nach einer Zeichnung von John Gould, 1855)

Die Grünkehlnymphe erreicht eine Körperlänge von etwa 11 bis 12 Zentimetern, wobei der lange gerade Schnabel ca. 1,9 Zentimeter ausmacht. Ein weißer Streifen über dem Auge steht im starken Kontrast zu dem grünen Oberkopf und den dunklen Ohrbereichen. Die weiße Kehle der Männchen ist von glänzenden blaugrünen bis grünen Flecken durchzogen. Nacken und der Bereich zwischen Nacken und Schulterfedern sind grün gefärbt, mit einem Übergang ins Lilabronzefarbene am Bürzel. Die Oberschwanzdecken sind blauschwarz, die Unterseite ist weiß mit grünen Flecken an der Seite. Die Flanken und Unterschwanzdecken wirken dunkel. Die inneren Steuerfedern sind schwärzlich, die äußeren blassgrau. Dies fällt besonders auf, wenn sie den Schwanz spreizen. Die Weibchen haben keine grünen Kehlflecken. Die Oberseite ist smaragdgrün. Die noch etwas blasseren äußeren Steuerfedern sind hin und wieder weiß gefleckt.

## Verhalten
Über das Verhalten ist wenig bekannt. Grünkehlnymphen bewegen sich vorzugsweise in Gestrüpp mit Blüten und Sonneneinstrahlung in steilen Hängen von Schluchten. So scheinen sie das dünne, weniger beleuchtete Unterholz in dichten Wäldern zu meiden. Bei der Futtersuche und während ihrer Ruhepausen sind sie von den unteren bis zu den höheren Straten anzutreffen. Während der Nahrungsaufnahme fächern sie den Schwanz auf.

## Lebensraum
Der Lebensraum der Grünkehlnymphen sind feuchte immergrüne Gebiete und Kiefernwälder, oft an deren Waldrändern. Hier bewegen sie sich in Höhenlagen zwischen 900 und 2700 Metern.

## Fortpflanzung
Die Brutzeit ist von März bis April und von Juni bis Juli.

## Lautäußerungen
Der Gesang der Grünkehlnymphen klingt wie ein hartes, lebhaftes zzrrt, das sie bisweilen schnell wiederholen. Dazu geben sie hohe dünne Zwitschertöne von sich. Hin und wieder kommt es auch vor, dass sie ruhige, gurgelnde Trällerlaute von ca. einer Sekunde ausstoßen und diese wiederholen.

## Unterarten
Es sind vier Unterarten bekannt:

Verbreitungsgebiet der Grünkehlnymphe

- Lampornis viridipallens amadoni Rowley, JS, 1968[4] – Diese Unterart kommt in Oaxaca im Süden Mexikos vor.
- Lampornis viridipallens ovandensis (Brodkorb, 1939)[5] – Diese Unterart ist in Chiapas im Süden Mexikos und dem Nordwesten Guatemalas verbreitet.
- Lampornis viridipallens viridipallens (Bourcier & Mulsant, 1846)[6] – Die Nominatform kommt in Guatemala, dem Norden El Salvadors und dem Westen Honduras vor.
- Lampornis viridipallens nubivagus Dickey & van Rossem, 1929[7] – Die Subspezies kommt in El Salvador vor.

## Etymologie und Forschungsgeschichte
Jules Bourcier und Étienne Mulsant beschrieben die Grünkehlnymphe unter dem Namen T[rochilus] viridi-pallens. Das Typusexemplar stammte aus Cobán in Guatemala. Erst später wurde sie der 1827 von William Swainson für die Rotkehlnymphe (Lampornis amethystinus) neu eingeführte Gattung Lampornis zugeordnet. Dieser Name leitet sich von den griechischen Wörtern λαμπάς lampás für „Fackel, Leuchte“ und ὄρνις órnis für „Vogel“ ab. Das Artepitheton viridipallens ist ein lateinisches Wortgebilde aus viridis für „grün“ und pallens für „blass, hell“. Amadoni ist eine Widmung an den US-amerikanischen Ornithologen Dean Amadon (1912–2003). Ovandensis steht für den Cerro Ovando in Chiapas, dem Ort, an dem der Balg dieser Unterart gesammelt wurde. Nubivagus setzt sich aus den lateinischen Wörtern nubes, nubis für „Wolke“ und vagari für „wandern“ zusammen.